# 국립미술관 (스웨덴)

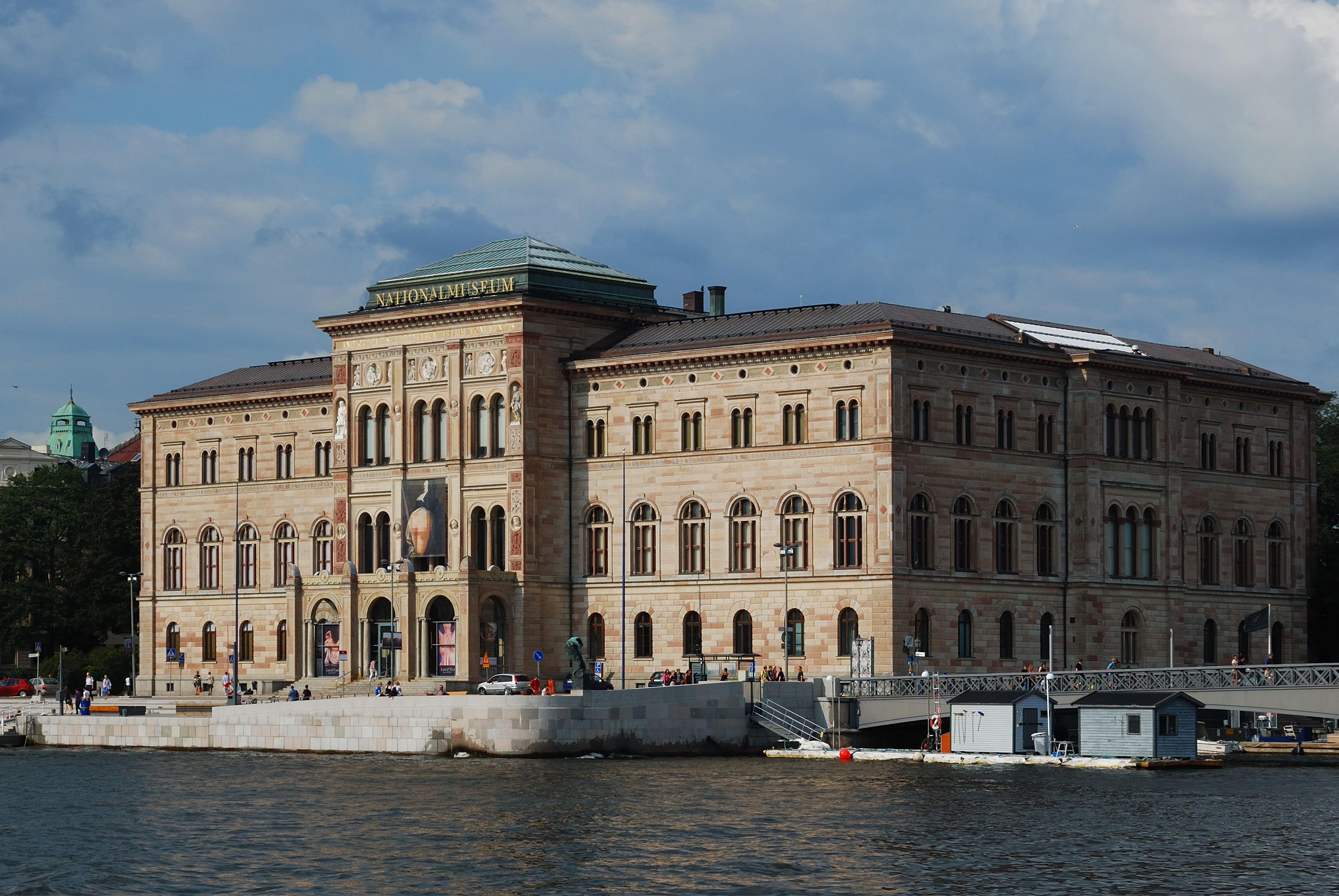
국립미술관

국립미술관(스웨덴어: Nationalmuseum)은 스웨덴 스톡홀름에 위치한 미술관이다.
16세기부터 20세기까지의 미술품, 조각품, 가구집기 등이 전시되어 있다. 1866년 이탈리아 르네상스 양식으로 지어졌으며, 왕립공원의 동쪽에 위치한다.